# Ron Hodges
Ron Hodges (Rocky Mount, Virginia; 22 de junio de 1949-Roanoke, Virginia; 24 de noviembre de 2023) fue un beisbolista de los Estados Unidos que jugó 12 temporadas en la MLB en la posición de catcher con los New York Mets.

## Carrera
Hodges fue seleccionado en la sexta ronda del Draft de la MLB de 1970 por los Baltimore Orioles proveniente de los Appalachian State Mountaineers, pero no firmó con el equipo. También fue seleccionado en el Draft de aficionados de la MLB por los Kansas City Royals en la primera ronda en la posición 15 global, y por los Atlanta Braves en la décima ronda global de la segunda etapa del mismo draft, pero no firma con ninguno de esos equipos. En algún momento firma contrato con los New York Mets, que lo eligieron en la segunda ronda del Draft de aficionados de 1972.
En su segundo año como profesional, Hodges fue ascendido al roster del primer equipo por las lesiones de los otros catchers de los Mets, Jerry Grote y Duffy Dyer. Su primer partido fue el 13 de junio de 1973 como titular para el abridor Tom Seaver. Cuatro días después conecta su primer cuadrangular en su carrera ante el lanzador de los San Diego Padres Bill Greif. Hodges se mantuvo esa temporada en el roster de los Mets, con un promedio de bateo de .260 con 18 carreras impulsadas y un cuadrangular. Fue parte del roster de los Mets en los playoffs de 1973 y jugó un partido de la Serie Mundial de 1973, donde recibió una base por bola en la derrota en siete juegos ante los Oakland Athletics.
Hodges se retiraría en 1984 con 666 partidos, 1,426 turnos al bat, 19 cuadrangulares, 147 carreras impulsadas promedio de bateo de .240, y porcentaje de embase de .342.
Los cuatro hijos de Hodges jugaron béisbol a nivel universitario. Falleció en el Carilion Roanoke Memorial Hospital de Roanoke, Virginia el 24 de noviembre de 2023 tras una breve enfermedad.